# Arthur River (vattendrag i Australien, Tasmanien)
Arthur River är ett vattendrag i Australien. Det ligger i delstaten Tasmanien, i den sydöstra delen av landet, omkring 300 kilometer nordväst om delstatshuvudstaden Hobart.
I omgivningarna runt Arthur River växer i huvudsak blandskog. Trakten runt Arthur River är nära nog obefolkad, med mindre än två invånare per kvadratkilometer. Genomsnittlig årsnederbörd är 1 832 millimeter. Den regnigaste månaden är augusti, med i genomsnitt 266 mm nederbörd, och den torraste är januari, med 75 mm nederbörd.